# Кузеј
Кузеј (фр. Couzeix) насеље је и општина у централној Француској у региону Лимузен, у департману Горња Вијена која припада префектури Лимож.
По подацима из 2011. године у општини је живело 8481 становника, а густина насељености је износила 276,34 становника/km². Општина се простире на површини од 30,69 km². Налази се на средњој надморској висини од 400 метара (максималној 440 m, а минималној 260 m).

## Демографија
| 1962. | 1968. | 1975. | 1982. | 1990. | 1999. | 2011. |
| ----- | ----- | ----- | ----- | ----- | ----- | ----- |
| 2.538 | 3.004 | 3.958 | 5.019 | 6.151 | 6.635 | 8.481 |

График промене броја становника у току последњих година